# Гіфгорн (район)
Ґіфхорн (нім. Gifhorn) — район у Німеччині, у складі федеральної землі Нижня Саксонія. Адміністративний центр — місто Ґіфхорн.

## Населення
Населення району становить 177 919 осіб (станом на 31 грудня 2021).

## Адміністративний поділ
Район складається з двох міст, однієї самостійної громади (нім. Einheitsgemeinde), а також 38 громад, об'єднаних у 7 об'єднань громад (нім. Samtgemeinden).
Дані про населення наведені станом на 31 грудня 2021.
Самостійні громади:

1. Віттінген (місто) (11405)

2. Гіфгорн (місто) (42993)

3. Зассенбург (11872)

Об'єднання громад:
Зірочками (*) позначені центри об'єднань громад.
| - 1. Больдеккер-Ланд (10445) 1. Барведель (1028) 2. Бокенсдорф (1296) 3. Вайгаузен * (2610) 4. Ємбке (2062) 5. Ослос (1913) 6. Таппенбек (1536) - 2. Броме (16823) 1. Бергфельд (883) 2. Броме * (3281) 3. Ера-Лессін (2051) 4. Парзау (1915) 5. Рюген (5993) 6. Тіддіше (1276) 7. Тюлау (1424) - 3. Ганкенсбюттель (8989) 1. Ганкенсбюттель * (4539) 2. Дедельсторф (1188) 3. Обернгольц (829) 4. Шпракензель (1189) 5. Штайнгорст (1244) | - 4. Ізенбюттель (15588) 1. Васбюттель (1778) 2. Ізенбюттель * (6371) 3. Кальберла (5283) 4. Ріббесбюттель (2156) - 5. Майнерзен (20325) 1. Гіллерзе (2466) 2. Ляйферде (4439) 3. Майнерзен * (8156) 4. Мюден (5264) - 6. Папентайх (24626) 1. Аденбюттель (1815) 2. Діддерзе (1321) 3. Майне * (8630) 4. Ретгесбюттель (2456) 5. Фордорф (3099) 6. Швюльпер (7305) - 7. Везендорф (14853) 1. Вагенгофф (1183) 2. Варенгольц (3700) 3. Везендорф * (5511) 4. Грос-Езінген (2016) 5. Уммерн (1533) 6. Шеневерде (910) |